# Río Hua-Hum
El río Hua-Hum es un curso natural de agua que nace en el lago Lácar en la provincia del Neuquén, Argentina, discurre a través de la cordillera de los Andes y desemboca en el lago Pirihueico en la provincia de Valdivia de la Región de los Ríos, Chile.
Al cruzar la frontera convierte la cuenca del río Valdivia en internacional, con el número 101, en Chile y el número 74, en Argentina.

## Trayecto
El río se origina en el lago Lacar, cruza hacia el oeste la angostura que separa a este último del lago Nonthué para continuar en dirección oeste aproximadamente 2,5 kilómetros por territorio argentino, atraviesa el paso homónimo, para luego transitar por aproximadamente 15 kilómetros por territorio chileno antes de verter sus aguas el Lago Pirehueico cerca de Puerto Pirehueico. En su corto recorrido, el Hua-Hum recibe como tributario desde el oeste, al estero Maiquén.: 473 

## Historia
Luis Risopatrón lo describe en su Diccionario Jeográfico de Chile: 367 
Guahun (Rio) 40° 05' 71° 42'. De considerable caudal, nace en el lago Lacar, corre hácia el NW i se vacia en el estremo SE del lago de Pirehueico, en un terreno bajo i pantanoso, en el que forma pequeñas lagunas; a poco de salir del lago Lacar es cortado por la línea de límites con la Arjentina i al efecto se erijieron dos pirámides divisorias, una en cada ribera del rio i otra tercera a la orilla del camino a Pirehueico, en 1903. 156; Huahun en 134; i Huahum en 120, p. 57, 143 i 334.
A comienzos del siglo XX ambos países, Chile y Argentina, solicitaron un arbitraje de su majestad británica Eduardo VII en un litigio que involucraba la determinación de los límites en la Patagonia. El soberano inglés determinó, entre otros asuntos, ceder la cuenca del lago Lacar a Argentina. Chile respetó el acuerdo y desde entonces la zona del lago Lacar esta reconocidamente bajo jurisdicción argentina. Así, el Hua-Hum pertenece a los ríos binacionales que desembocan en el océano Pacífico.

## Población, economía y ecología

Diagrama unifilar de la cuenca del río Valdivia.